# アカデミー・オブ・アチーブメント
アカデミー・オブ・アチーブメント(Academy of Achievement)の通称で知られるアメリカン・アカデミー・オブ・アチーブメント(American Academy of Achievement)は、アメリカ合衆国の非営利団体であり、様々な分野の優秀な人々と大学院生とを結び付けてネットワーク化し、次世代の若いリーダーを奨励・指導する活動を行っている。このアカデミーでは、毎年国際アチーブメント・サミットを主催し、様々な分野の人々に賞を授与し、新しいメンバーを迎え入れる。

## 歴史
このアカデミーは、『スポーツ・イラストレイテッド』や『ライフ』の写真家のブライアン・レイノルズ(Brian Reynolds)によって1961年に設立された。レイノルズは、1953年にジョン・F・ケネディとジャクリーン・ブーヴィエのマサチューセッツ州ハイアニスポートのケネディ家の別荘ケネディ・コンパウンドへの旅行に同行し、その際に撮影した2人の写真は『ライフ』の表紙に掲載され、後に『タイム』によって史上最も影響力のある100枚の画像のうちの1枚に選ばれた。レイノルズは、彼がこれまでの写真の仕事で出会った達成者のようなリーダーと若者を結びつけることで、若者に力を与え、教育するためにアカデミーを設立した。
1985年、レイノルズの息子のウェイン・レイノルズがアカデミーのトップを引き継ぎ、アカデミーの事務局長になり、1999年に理事長に選ばれた。1990年代、ワシントンD.C.に新築した本部ビルに移転した。
2007年、キャサリン・B・レイノルズ財団はアカデミーに900万ドルを寄付した。。

### 国際アチーブメント・サミット
1961年9月9日、アカデミーは最初の国際アチーブメント・サミットを開催した。カリフォルニア州モントレーで開催されたサミットでは、サンフランシスコのパレスホテルが特別なときに実施していた「ゴールデンプレート・サービス」に因んだ「ゴールデンプレートの宴会」(Banquet of the Golden Plate)という授賞式が行われた。物理学者のエドワード・テラーが基調講演を行い、核軍拡競争によるアメリカの貧困化について警告した。1961年の受賞者には、工学者のチャールズ・スターク・ドレイパーとクラレンス・ケリー・ジョンソン、ダグラス・マッカーサー将軍、映画監督のウィリアム・ワイラー、ノーベル賞受賞者のウィラード・リビーとルイス・ウォルター・アルヴァレズらが含まれる。最初の受賞者はアカデミーの理事会によって選出されたが、その後の受賞者は、以前の受賞者で構成されるゴールデンプレート賞評議会によって選出された。
ゴールデンプレートは、科学、芸術、公共サービス、スポーツ、産業への個人の貢献に対して授与される。アカデミーは1961年以来毎年、アチーブメント・サミットとアワードバンケットを開催している。ゴールデンプレートの受賞者には、以下のような人物がいる。
- スティーブ・ジョブズ[23][24]
- ビル・ゲイツ
- ラリー・エリソン[25][26]
- ジェフ・ベゾス[27]
- ジョージ・ルーカス[28][29]
- サリー・ライド[30]
- ローザ・パークス
- コレッタ・スコット・キング[31][29]
- ジョン・ルイス[32]
- ロナルド・レーガン
- バラク・オバマ
- ジミー・カーター
- ジェラルド・フォード
- ジョージ・H・W・ブッシュ[33]
- エドモンド・ヒラリー
- テンジン・ノルゲイ
- ミハイル・ゴルバチョフ
- エリ・ヴィーゼル
- シモン・ペレス[29]
- デズモンド・ムピロ・ツツ[29][34]
- オプラ・ウィンフリー[35]
- シドニー・ポワチエ
- オードリー・ヘップバーン[36]
- フランシス・クリック
- ジョナス・ソーク
- フレデリック・サンガー
- ジョン・バーディーン
- ライナス・ポーリング
- ジョン・ウェイン[16]
- エリザベス・テイラー
- ルース・ベイダー・ギンズバーグ[37][29]
- マイケル・ジョーダン
- ミッキー・マントル
- ジョン・ウッデン
- デンゼル・ワシントン
- オーガスト・ウィルソン（英語版）
- スティーヴン・ソンドハイム
- トニ・モリスン
- ボブ・ディラン[29]
- アレサ・フランクリン[29]